# Yii framework
Yii ( Yes It Is! ) è un framework pensato per sviluppare applicazioni web 2.0 sfruttando il noto linguaggio di programmazione PHP. È distribuito sotto New BSD License, dunque open source, e il suo scopo è quello di aiutare gli sviluppatori web a creare potenti applicazioni in breve tempo.
Come tutti i moderni framework web, è basato sull'architettura MVC ed è integrato con un framework JavaScript altrettanto noto come JQuery con il quale è possibile creare potenti applicazioni AJAX.

## Rilasci
|                      | Yii Framework 2.0.x  | Yii Framework 1.1.x                             | Yii Framework 1.0.x                           |
| -------------------- | -------------------- | ----------------------------------------------- | --------------------------------------------- |
| Ultimo aggiornamento | 2.0.48 (maggio 2023) | 1.1.19 (8 giugno 2017)                          | 1.0.12 (14 marzo 2010)                        |
| Status               | stable               | stable                                          | deprecated                                    |
| Supporto             |                      | 31 dicembre 2016 (sarà prorogato se necessario) | Non viene più supportato dal 31 dicembre 2010 |

## Release History
| 2.0.17 (marzo 2019)    |
| 2.0.16 (gennaio 2019)  |
| 2.0.15 (marzo 2018)    |
| 2.0.14 (febbraio 2018) |
| 2.0.13 (novembre 2017) |
| 2.0.12 (giugno 2017)   |
| 2.0.11 (febbraio 2017) |
| 2.0.10 (ottobre 2016)  |
| 2.0.9 (luglio 2016)    |
| 2.0.8 (aprile 2016)    |
| 2.0.7 (febbraio 2016)  |
| 2.0.6 (agosto 2015)    |
| 2.0.5 (luglio 2015)    |
| 2.0.4 (maggio 2015)    |
| 2.0.3 (marzo 2015)     |
| 2.0.2 (gennaio 2015)   |
| 2.0.1 (dicembre 2014)  |
| 2.0.0 (ottobre 2014)   |
| 1.1.19 (giugno 2017)   |
| 1.1.18 (aprile 2017)   |
| 1.1.17 (gennaio 2014)  |
| 1.1.16 (dicembre 2014) |
| 1.1.15 (giugno 2014)   |
| 1.1.14 (agosto 2013)   |
| 1.1.10 (febbraio 2012) |
| 1.1.9 (gennaio 2012)   |
| 1.1.8 (giugno 2011)    |
| 1.1.7 (marzo 2011)     |
| 1.1.6 (gennaio 2011)   |
| 1.1.5 (novembre 2010)  |
| 1.1.4 (settembre 2010) |
| 1.1.3 (luglio 2010)    |
| 1.1.2 (maggio 2010)    |
| 1.1.1 (marzo 2010)     |
| 1.1.0 (gennaio 2010)   |